# Абделькадер Ель-Бразі
Абделькадер Ель-Бразі (араб. عبد القادر البرازي, нар. 5 листопада 1964, Беране, Марокко — пом. 24 січня 2014, Рабат, Марокко) — марокканський футболіст, що грав на позиції воротаря.
Виступав, зокрема, за клуб «ФАР» (Рабат), а також національну збірну Марокко.

## Клубна кар'єра
У дорослому футболі дебютував 1988 року виступами за команду клубу «ФАР» (Рабат), в якій провів десять сезонів. 
Завершив професійну ігрову кар'єру у клубі «Ісмайлі», за команду якого виступав протягом 1998—2000 років.
Помер 24 січня 2014 року на 50-му році життя у місті Рабат, після кількох років боротьбки з раком.

## Виступи за збірну
1989 року дебютував в офіційних матчах у складі національної збірної Марокко. Протягом кар'єри у національній команді, яка тривала 10 років, провів у формі головної команди країни 26 матчів.
У складі збірної був учасником Кубка африканських націй 1992 року у Сенегалі, чемпіонату світу 1998 року у Франції, Кубка африканських націй 1998 року у Буркіна Фасо.